# Детонационное напыление
Детонационное напыление — одна из разновидностей газотермического напыления промышленных покрытий, в основе которого лежит принцип нагрева напыляемого материала (обычно порошка) с последующим его ускорением и переносом на напыляемую деталь с помощью продуктов детонации.
При детонационном напылении для нагрева и ускорения напыляемого материала используется энергия продуктов детонации газокислородного топлива. В качестве горючего газа обычно применяется пропан-бутановая смесь. 

## Описание процесса

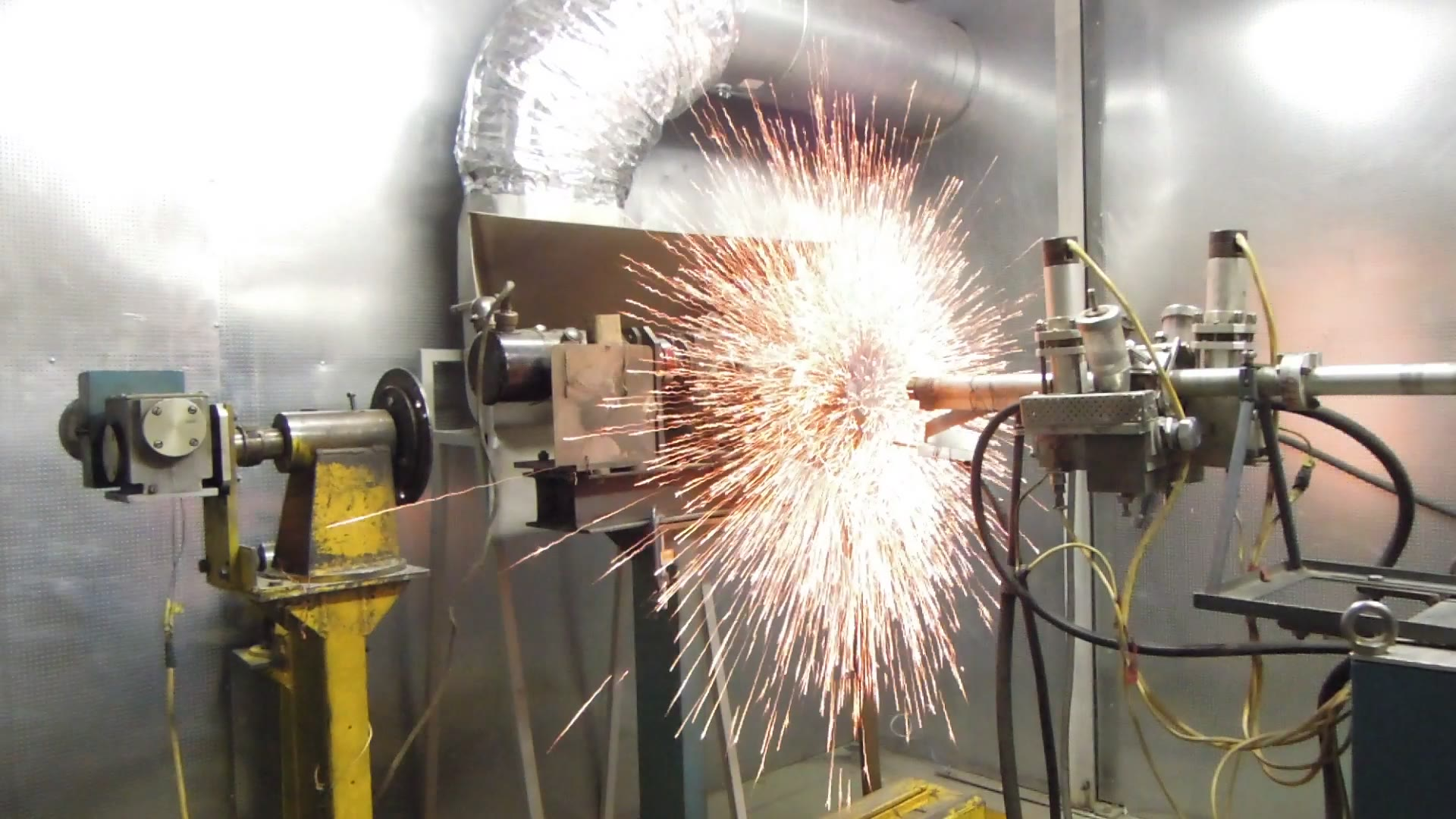
Детонационное напыление

Детонационное нанесение покрытий — дискретный процесс, осуществляется последовательным выполнением следующих операций, входящих в единичный цикл (выстрел):
- заполнение взрывчатой газовой смесью ствола детонационной пушки;
- подача в ствол пушки порошка;
- взрыв газовой смеси в стволе.

Состав взрывчатой смеси и степень заполнения ствола существенно влияют на энергетические характеристики продуктов детонации. От процентного соотношения горючего, окислителя и разбавителя, а также от их объёма зависит:
- количество тепла, выделяющегося при детонации;
- степень термической диссоциации продуктов детонации;
- химическая активность продуктов детонации по отношению к наносимому материалу;
- температура и скорость истечения из ствола порошка.

## Свойства
Благодаря высокой скорости напыляемых частиц (600—1000 м/сек.), детонационные покрытия обладают плотностью, близкой к плотности спечённого материала и высокой адгезией.
Детонационное напыление позволяет напылять широкий круг материалов: металлы и их сплавы, оксиды, твёрдые сплавы на основе карбидов. При этом нагрев напыляемого изделия незначителен.

## Применение
Детонационное напыление из-за своего дискретного характера является очень экономичным, но не слишком производительным методом (по сравнению, например, с высокоскоростным газопламенным напылением). Как правило, оно экономично для напыления поверхностей площадью не более нескольких квадратных сантиметров.
Благодаря высокой плотности и адгезии, получаемым детонационным способом, покрытия широко применяются в авиации, автомобильной и других областях машиностроения.